# Мучи, Эрнест
Эрнест Мучи (алб. Ernest Muçi; род. 19 марта 2001, Тирана, Албания) — албанский футболист, полузащитник клуба «Бешикташ» и национальной сборной Албании. Участник чемпионата Европы 2024.

## Карьера

### «Тирана»
В июле 2018 года перешёл в ФК «Тирана» из молодёжной команды. В чемпионате Албании дебютировал 2 сентября 2018 года в матче с ФК «Кукеси», отличившись забитым мячом. В августе 2020 года дебютировал в квалификации Лиги Чемпионов УЕФА в матчах с тбилисским «Динамо» и «Црвеной Звездой». Осенью того же года сыграл в квалификации Лиги Европы против «Янг Бойз». 

### «Легия»
В феврале 2021 года игрока выкупила варшавская «Легия». Сумма трансфера составила 500 тысяч евро. В польской Экстракласе дебютировал 27 февраля 2021 года в матче с «Гурником».
В сентябре 2021 года дебютировал в групповом этапе Лиги Европы в гостевом матче с московским «Спартаком». Эрнест вышел на поле на 83-й минуте вместо Лукиньяса. На 91-й минуте Мучи отдал голевой пас на Лирима Кастрати, который обеспечил минимальную победу польскому клубу.

## Достижения
«Тирана»
- Чемпион Албании: 2019/20

«Легия»
- Чемпион Польши: 2020/21
- Обладатель Кубка Польши: 2022/23
- Обладатель Суперкубка Польши: 2023

«Бешикташ»
- Обладатель Кубка Турции: 2023/24